# Alexander Fjodorowitsch Timontajew
Alexander Fjodorowitsch Timontajew (russisch Александр Фёдорович Тимонтаев; * 1. Februar 1905; † 21. August 1969) war ein sowjetischer Theater- und Film-Schauspieler.

## Leben und Leistungen
Timontajew gab sein Filmdebüt 1926 in Ветер (Weter), ein Jahr später folgte in В большом городе (W bolschom gorode) seine einzige Hauptrolle. In den ersten Jahren seiner Laufbahn war er überwiegend in Dramen und Filmen mit gesellschaftspolitischem Inhalt zu sehen, darunter in Трипольская трагедия (Tripolskaja tragedija, 1926) und in Kämpfer (1936). In Letzterem sowie in Das Wunderpferdchen (1941) gab er seine einzigen größeren Rollen in international gezeigten Filmen. Den überwiegenden Teil seiner 46 Filmengagements bewältigte Timontajew vor dem Ausbruch des Deutsch-Sowjetischen Krieges, in dem er in der Luftwaffe diente.
1946 setzte er seine Laufbahn in der Rolle eines Matrosen in Kreuzer Warjag und als Soldat in Сын полка (Syn polka), einer Verfilmung von Walentin Katajews Roman Sohn des Regiments, fort. 1956 folgte mit Dragozenny podarok ein weiterer Film unter der Regie Alexander Rous. 1959 war Timontajew außerdem in einer Adaption von Maxim Gorkis Foma Gordejew zu sehen, nachdem er bereits 1938 in В людях (W ljudjach), einem biografischen Werk über den Autor, mitgewirkt hatte. In den 1960er Jahren nahm Timontajew nur noch vereinzelt Angebote wahr, vorwiegend in Märchenfilmen. Seinen Abschied gab er 1968 mit zwei kleinen Rollen in Feuer, Wasser und Posaunen.
Timontajew drehte jeweils viermal mit den Regisseuren Mark Donskoi und Alexander Rou, stand aber auch für Olga Iwanowna Preobraschenskaja, Wiktor Wladimirowitsch Eisymont und Alexander Ptuschko vor der Kamera.
Neben seiner Filmarbeit trat Timontajew auch am Moskauer Staatstheater der Kinodarsteller auf. Er starb 64-jährig und wurde auf dem Donskoi-Friedhof in Moskau beigesetzt.

## Filmografie (Auswahl)
- 1934: Der Aufstand der Fischer (Wosstanie Rybakow)
- 1936: Kämpfer (Borzy)
- 1938: Doktor Aibolit
- 1941: Das Wunderpferdchen (Konjok-gorbunok)
- 1946: Kreuzer Warjag (Kreiser „Warjag“)
- 1947: Erziehung der Gefühle (Selskaja utschitelniza)
- 1948: Das Lied von Sibirien (Skasanije o semle Sibirskoi)
- 1953: Feindlicher Wirbelwind (Wichri wraschdebnyje)
- 1955: Im Eismeer verschollen (More studjonoje)
- 1956: Dragozenny podarok
- 1958: Poem vom Meer (Poema o more)
- 1961: Das purpurrote Segel (Alyje parussa )
- 1964: Abenteuer im Zauberwald (Morosko)
- 1966: Das Märchen vom Zaren Saltan (Skaska o zare Saltane)
- 1968: Feuer, Wasser und Posaunen (Ogon, woda i… mednyje truby)